# Шлукбильдхены

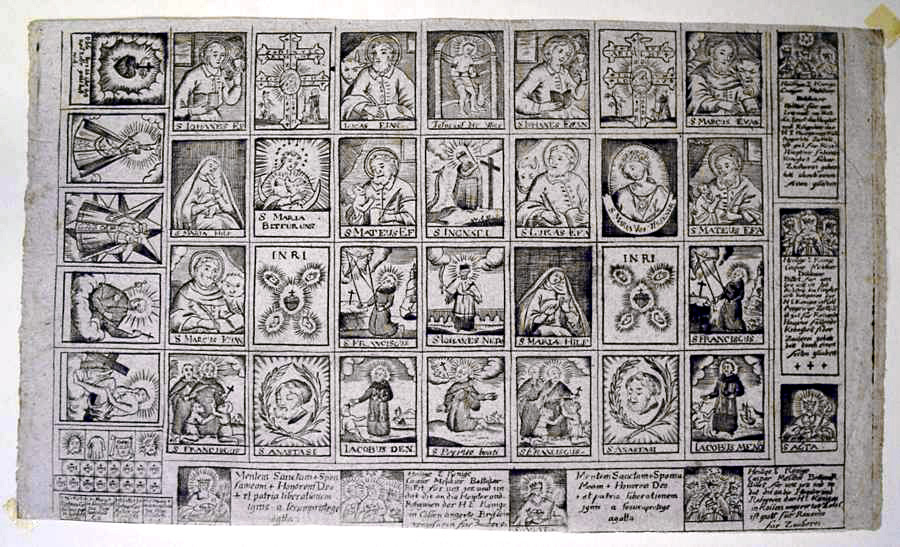
Шлукбильдхен с разнообразными мотивами

Шлукбильдхены (нем. Schluckbildchen, от schlucken — «глотать» и Bildchen — «картинка») — небольшие кусочки бумаги, на которых изображены лики христианских святых или христианские символы. С XVIII в. до начала XX в. использовались в народной медицине: верующие приписывали им целебные свойства. Чтобы исцелиться от недугов, изображение нужно было проглотить, откуда и произошло их название. Для этой цели шлукбильдхены размачивали в воде, запекали в хлеб либо измельчали и добавляли в пищу. Такие же кусочки бумаги с текстом, но без изображений (то есть с цитатами из Библии или молитвами вместо ликов святых), также предназначенные для поедания в лечебных целях, назывались эсцеттелями (нем. Eßzettel). Их давали не только людям, но и домашнему скоту.
Шлукбильдхены и эсцеттели были распространены в Северной Германии, Дании, ряде регионов Швейцарии. Они имели достаточно широкое хождение в народе: ими торговали в местах массовых христианских паломничеств. Изначально они писались или рисовались от руки; затем получил распространение печатный вариант. Как правило, шлукбильдхены печатались на больших листах, которые затем разрезались на отдельные фрагменты. Обыкновенно эти фрагменты имели квадратную форму и длину стороны от 5 до 20 мм. Шлукбильдхены XIX века чаще всего представляли собой репродукции гравюр на меди и дереве, а в начале XX века они по большей части делались с помощью фототипии.
Шлукбильдхены использовались не только как лекарство от недугов: ими также украшали пряники и носили их в качестве амулета. 